# 夏菲克
，DBE（阿拉伯语：‎，1962年8月13日—），其通稱為米努切·沙菲克（Minouche Shafik），是埃及裔、持英國與美國雙重國籍的经济学家，曾任哥伦比亚大学校长、英格兰银行副行長、倫敦政治經濟學院校長。
她以36歲之齡成為史上最年輕的世界銀行副行長前，分別於马萨诸塞大学阿默斯特分校與倫敦政治經濟學院獲取文学士和理學碩士兩個學位，以及到牛津大學聖安東尼學院攻讀哲學博士。其後，她回到英國國際發展部擔任常務次官，2011年卸任後成為國際貨幣基金組織副總裁。
2020年，獲提名晉爵，是為沙菲克女男爵，於上議院以中立議員身份議政。